# Лимбургский пирог
Лимбургский пирог (Лимбургский флай; нидерл. Limburgse vlaai, лимб. Vlaaj, Vlaoj) — одна из разновидностей пирога с фруктовой начинкой, входящего в традиционную нидерландскую кухню. Первые упоминания относятся к XIV веку.
Если в качестве наполнителя или декорирования используются сливки или крем, то такой пирог не может называться Лимбургским пирогом. Он будет носить название «Rijstevlaai».
В Нидерландах лимбургские пироги пользуются большой популярностью, о чём говорит успешная деятельность национальной компании «MultiVlaai» (специализирующаяся на изготовлении таких пирогов) и её более 116 филиалов по всей стране.

## История
Лимбургский плоский пирог можно считать одним из древних блюд Нидерландов. Первые упоминания о пироге (vlaai) и пекарях (vladbecker), которые специализировались на его приготовлении, относятся к хроникам 1338 года. Изначально эти пироги использовались как праздничное угощение по церковным торжествам, два раза год.
Распространено произношение vlaai на русском языке как «флай». Исходя из фонетики голландского (нидерландского) языка, следует, что согласная V, является полузвонким звуком, который отличается от глухого F звонкостью, а от W — большим трением и напряжением произношения, что в итоге передаётся как «вэ» без исключений из правила.

## Компоненты

### Для теста
Основными компонентами для изготовления теста являются: мука, сухие дрожжи, сливочное масло, соль, сахар, желток, молоко. Существуют рецепты, в которых в тесто добавляют манную крупу, чтобы придать большую плотность, а также увеличить время сохранения выпечки до момента черствения.

### Для начинки
Для начинки используются всевозможные фрукты (вишня, абрикос, смородина, яблоко). Допустимо использование джемовой массы. Некоторые варианты используют сыры и корень ревеня, грибы.

## Приготовление
Процесс приготовления ничем не отличается от любого другого на пирога из дрожжевого теста. Особенностью является решетчатое декорирование полосками теста, наложенными поверх друг друга, с заворачиванием краёв внутрь. Допустимо укрывать начинку сплошным слоем теста.
Выпекается при температуре 180 °С около 20 минут.